# Strobilanthes ixiocephalus
Strobilanthes ixiocephalus är en akantusväxtart som beskrevs av George Bentham. Strobilanthes ixiocephalus ingår i släktet Strobilanthes och familjen akantusväxter. Inga underarter finns listade i Catalogue of Life.